# 156-й корпусной артиллерийский полк
Не следует путать со 156-м гаубичным артиллерийским полком
156-й корпусной артиллерийский полк, 156-й тяжёлый корпусной артиллерийский полк — воинская часть Вооружённых Сил СССР в Великой Отечественной войне.

## История
Сформирован в 4-х дивизионном составе, в наличии имел 32 152-х миллиметровых пушек-гаубиц МЛ-20 (по некоторым данным в наличии имелись также 203-мм орудия)
Принимал участие в Зимней войне
Перед войной полк дислоцировался между Рудкой и Браньском близ Бельска, содержался по штату № 8/41-А, входил в состав 5-го стрелкового корпуса.
В составе действующей армии с 22 июня 1941 по 6 июля 1941 года.
О боевых действиях полка неизвестно ничего. По плану он должен был поддерживать войска 86-й стрелковой дивизии возле Замбрува, но возможно, что находился на полигоне в Червоном Бору (юго-восточнее Ломжи). Установленным можно считать, что полк потерял всё вооружение и отходил на восток через Белосток — Волковыск — Минск. Взятые противником пленные из состава полка, по данным ОБД «Мемориал» фиксируются в Минске ещё даже в первые дни июля 1941 года.
6 июля 1941 года полк был расформирован.

## Подчинение
| Дата            | Фронт (округ)  | Армия      | Корпус                | Дивизия | Бригада |
| --------------- | -------------- | ---------- | --------------------- | ------- | ------- |
| 22.06.1941 года | Западный фронт | 10-я армия | 5-й стрелковый корпус | -       | -       |
| 01.07.1941 года | Западный фронт | -          | 5-й стрелковый корпус | -       | -       |